# Santa Rita (Guam)
Santa Rita o Sånta Rita è un villaggio del territorio non incorporato statunitense dell'isola di Guam.
Al censimento del 2000 aveva una popolazione di 7.500 abitanti.